# 雲龍寺 (館林市)
雲龍寺（うんりゅうじ）は、群馬県館林市下早川田町にある曹洞宗の寺院。足尾鉱毒事件で公害闘争の先駆者となった田中正造が闘争の拠点とした地で、1896年の大洪水を契機に鉱業停止請願事務所が設けられた。

## 歴史
天文22年（1553年）に早川田氏家臣により、曹洞宗の寺院として創建された。明治29年（1896年）10月、田中正造は渡良瀬川左岸の位置している当寺に栃木群馬両県鉱毒事務所を設けた。さらに足尾銅山鉱業停止請願事務所として栃木、群馬、埼玉、茨城の4県鉱毒被害民の闘争本部となった。また、三つ作られた足尾鉱毒被害者救済施療所「救現堂」の一つが当寺にも設けられた。明治33年（1900年）2月、鉱毒被害民はここに集結し請願のため上京する途中、利根川を渡ろうとして川俣村（現明和町）で弾圧された（→川俣事件）。
大正2年（1913年）夏、田中正造は当寺に立ち寄った後に支援者の庭田清四郎宅で倒れ、9月4日に旧谷中村の自宅に帰ることなく没した。
本葬が行われた惣宗寺（佐野厄除け大師）や田中家の菩提寺の浄蓮寺とともに当寺にも遺骨が分骨され墓が設けられた（→田中正造#正造の墓の所在地）。
毎年、10月4日に田中正造を供養するための式典が行われている。

## 交通アクセス
- 東武佐野線渡瀬駅または東武佐野線田島駅より徒歩約30分
- 東北自動車道佐野藤岡インターチェンジより車で約20分（渡良瀬大橋北詰）